# Arthur Hiller (Mediziner)
Arthur Hiller (* 17. Dezember 1878 in Königsberg; † 1. Dezember 1949 in Sucre, Bolivien) war ein deutsch-jüdischer Arzt.

## Leben
Er studierte Medizin an der Albertus-Universität Königsberg. Nach der Promotion und Fachausbildung ließ er sich als Orthopäde in Königsberg nieder.
Als Oberstabsarzt wurde er 1914 bei Ausbruch des Ersten Weltkrieges Leiter des Königsberger Garnisonlazaretts.
In der Zeit des Nationalsozialismus gab er 1937 seine Arztpraxis auf und emigrierte im Januar 1938 nach Paris, 1939 von dort nach Bolivien, wo er in abgelegenen Provinzen bis zu seinem Tod arbeitete. Er wurde auf dem jüdischen Friedhof in Sucre begraben.
Die Familie zog nach Santa Cruz de la Sierra, wo der Sohn Hanns Hiller ein Waisenhaus gründete und Honorarkonsul der Bundesrepublik Deutschland wurde.